# Nana Astar Deviluke
Nana Astar Deviluke (ナナ・アスタ・デビルーク?, Nana Asuta Debirūku) è un personaggio immaginario della serie manga To Love-Ru, creata da Saki Hasemi e Kentaro Yabuki.
Nella serie, Nana è una principessa aliena del lontano pianeta Deviluke che possiede la capacità unica di comunicare con diverse specie animali. È la sorella minore di Lala Satalin Deviluke e la sorella gemella maggiore di Momo Belia Deviluke. Dell'intero cast femminile di To Love Ru, Nana è la meno attratta dal protagonista Rito Yuki, anche se sviluppa sentimenti romantici per lui mentre la serie va avanti.
Negli adattamenti della serie televisiva anime di To Love-Ru, Nana è doppiata da Kanae Itō in lingua giapponese.

## Aspetto e personalità
Nana Astar Deviluke ha l'aspetto di una ragazza adolescente con occhi viola e lunghi capelli rosa, che di solito porta in trecce a forma di coda ai lati della testa. Tuttavia, a volte allenta le trecce, come quando è in doccia o quando indossa abiti casual. Come tutti i membri della specie aliena Devilukean, anche Nana ha una lunga coda nera sul dorso che, come le sue sorelle, termina con una punta a forma di cuore. Un'altra caratteristica interessante di Nana è che ha una zanna affilata sul lato sinistro dei denti superiori. Per quanto riguarda il suo stile di abbigliamento, Nana ama vestirsi in uno stile Gothic Lolita, con i suoi abiti generalmente costituiti da colori nero e rosso. Inoltre, l'altezza di Nana è di 151 cm, il suo peso è di 43 kg e le sue tre misure sono B68-W54-H77.
Nana sembra irascibile, impaziente e un po' maschiaccio, molto diversa dalla sua sorella gemella Momo. Ma sotto il suo comportamento piuttosto arrogante, Nana è molto gentile, disponibile e premurosa. Ha un lato estroverso, sincero e un po' infantile che ama molto le sue amicizie, il che le fa anche spezzare il cuore facilmente quando quei rapporti sono stati persi o traditi, come con Mea Kurosaki, che considera la sua prima vera e intima amica.
Nonostante la sua personalità e il suo carattere da maschiaccio, Nana ha il fascino vago che ha persino impressionato alcune delle persone più sconsiderate. Mea ne è un eccellente esempio; quando Nana stava parlando di come i due uccelli sarebbero volati a ovest, Mea è rimasta stupita e divertita quando ha scoperto che Nana poteva parlare con gli animali, accettando pienamente questa strana caratteristica. Grazie al "fascino" di Nana, Mea ha aperto la sua mente ed è diventata la migliore amica di Nana.
E' decisa e volitiva, e sa essere molto coraggiosa quando i suoi amici sono nei guai e odia essere presa in giro da Momo a causa del suo petto piatto. Mentre Momo possiede una figura sviluppata simile alla loro sorella maggiore e madre, Nana è molto meno sviluppata ed è molto sensibile sulla questione. Momo la prende in giro in modo passivo e giocoso, ma Nana di tanto in tanto si arrabbia e persino si sente ferita per questo.
Ha dei dubbi sulle qualifiche di Rito come fidanzato di Lala e un pregiudizio nei suoi confronti, definendolo una "bestia". Tuttavia, al contempo è interessata al motivo per cui Lala e Momo amano Rito, e viene a sapere dei suoi sentimenti per Haruna attraverso il suo cane Maron, che ha salvato dall'essere investivo da un'auto, interessandosi gradualmente alla personalità di Rito.  Nonostante sia in buoni rapporti con coppie di animali e cuccioli, ha scarsa conoscenza della sessualità e ha capito il concetto di "fare figli" tra uomini e donne solo dopo che Mea glielo ha spiegato. A quanto pare Nana non ama nulla di osceno e impuro. A volte, quando nega qualcosa, fa un certo sfogo, coinvolgendo soprattutto Rito. In origine, Nana non provava alcun sentimento per Rito, ma la sua gentilezza inizia a crescere su di lei, poiché l'ha aiutata a ricostruire la sua amicizia con Mea e l'ha abbracciata. Per questo motivo, Nana ha sviluppato sentimenti complessi per Rito.
Nana matura leggermente nel corso della serie, come sottolineato da Momo. E poiché evita e nega l'amore per la maggior parte del tempo, si è presa più tempo per pensare ed esaminare i propri sentimenti, il che le dà una migliore comprensione di come si sente Rito riguardo alle sue complicate relazioni. Anche così, a volte è piuttosto timida e aggraziata, probabilmente a causa della sua educazione da principessa. È molto premurosa nei confronti degli animali grazie alla sua capacità di parlare con loro.

## Poteri e abilità
Come Lala e Momo, Nana ha grandi capacità fisiche tipiche della propria razza. È lei in particolare, perché Nana può essere molto atletica, dato che è molto brava negli sport, anche quando le è stato chiesto di unirsi al club di nuoto del Liceo Sainan. Nana possiede anche una forza sovrumana, capace persino di lanciare una persona reale (spesso Rito) a grande distanza. Come le sue sorelle, ha anche la capacità di sparare fulmini dalla punta della coda; quando usa questa abilità in tandem con quella di Momo, si crea un colpo ancora più potente. Inoltre, come le sue sorelle, anche Nana diventa debole ogni volta che qualcuno le tocca la coda. Questa debolezza viene solitamente sfruttata da Momo ogni volta che litigano.
L'abilità di comunicare con tutta la vita animale è un'abilità unica solo per Nana. Condivide una connessione con la vita animale da quando è nata, essendo in grado di comunicare con loro, anche se questo non sembra essere il caso degli animali con un basso intelletto. Rispetto a entrambe le sue sorelle, Nana è la meno intelligente in confronto, anche nella storia della Terra. Tuttavia, è un'esperta della maggior parte della biodiversità animale della galassia. È molto ben informata sugli habitat e sugli stili di vita di molte specie nella galassia ed è in grado di personalizzare e mantenere l'ecosistema nel suo cyber safari in modo che tutti i suoi diversi animali domestici provenienti da varie origini aliene possano coesistere insieme.

## Apparizioni

### To Love-Ru
Come figlia del re Gid Lucione e della regina Sephie di Deviluke, un pianeta alieno molto distante dalla Terra, Nana è una principessa aliena che detiene il titolo di "seconda principessa di Deviluke" come membro della famiglia reale di Deviluke, essendo lei la sorella minore di Lala Satalin Deviluke e sorella gemella maggiore di Momo Belia Deviluke. Ad un certo punto nel tempo prima degli eventi della serie, Nana viaggia attraverso la galassia e incontra animali provenienti da diversi mondi alieni, facendo amicizia con tutti loro, grazie alla sua capacità di comunicare con gli animali, e poi raccogliendoli in un dispositivo alieno chiamato "D-Dial", che ha l'aspetto di un telefono cellulare, ma è in grado di evocare animali da uno spazio virtuale al suo interno.
Nana, insieme a Momo, fa la sua prima apparizione nel 97º capitolo del manga To Love-Ru, in cui le gemelle arrivano sulla Terra e trasportano praticamente l'intero cast del manga in un mondo RPG all'interno di un gioco di realtà virtuale programmato da Nana e Momo e che usano per determinare se Rito Yuki è degno di essere fidanzato con Lala o meno. Alla fine, le gemelle si scusano con Lala per tutti i problemi che hanno causato prima di tornare a Deviluke. Pochi capitoli dopo, Nana e Momo fuggono da Deviluke nel tentativo di evitare i loro studi. Scappano sulla Terra, dove si teletrasportano nel bagno di Rito nel momento esatto in cui era lì, e di conseguenza Nana lo picchia per aver visto lei e sua sorella nude. Zastin poi si fa vivo e, incaricato dal padre di riportarle a casa, le insegue su un ponte dove usano i loro D-Dial per evocare vari animali e piante pericolosi per attaccare Zastin. Alla fine, le gemelli sconfiggono Zastin e convincono il padre che rimarranno sulla Terra con Lala.
Durante la permanenza di Nana e Momo presso la famiglia Yuki, creano la propria casa in soffitta ristrutturandola utilizzando la tecnologia di distorsione dello spazio; si prendono anche cura di tutte le loro necessità per evitare di disturbare la sorella minore di Rito, Mikan Yuki, per cucinare, pulire e altri bisogni. A differenza degli altri personaggi femminili di To Love-Ru, che sono innamorate di Rito, Nana sembra essere la meno attratta da lui. Tuttavia, sviluppa inconsciamente sentimenti affettuosi per Rito per tutta la serie, anche se consapevolmente non le piace e lo considera nient'altro che un pervertito. Alla fine della serie, nel tentativo di confessare il suo amore per la sua compagna di classe e cotta di lunga data Haruna Sairenji, Rito fallisce e, invece, la sua confessione viene accidentalmente diretta a Nana e ad altre tre ragazze: Yui Kotegawa, Run Elise Jewelria e Ryouko Mikado.

### To Love-Ru Darkness
Nel seguito del manga originale, intitolato To Love-Ru Darkness, Nana diventa una studentessa della Sainan High su sollecitazione di Momo. Lì, Nana riesce a fare amicizia con una ragazza della sua classe di scuola di nome Mea Kurosaki. Alla fine, l'amicizia tra loro, che si rafforza nel tempo, diventa uno dei principali fulcri della trama del manga. Alla fine, Mea espone la sua vera identità di assassina aliena e arma vivente a Nana, il che la lascia confusa e pietrificata dalla rivelazione della vera forma della sua amica. Nana ha quindi il cuore spezzato e traumatizzata dall'affermazione di Mea secondo cui la loro amicizia non è mai stata reale e che vuole smettere di "giocare" essendo amica di Nana.
Depressa dalla fine dell'amicizia con Mea, Nana dice in una conversazione con Rito che vuole ancora aiutare Mea e che, nonostante i suoi sforzi, Nana sente che Mea non l'ha mai vista come un'amica e stava solo giocando con lei. Abbracciata da Rito, Nana è assicurata da lui che lei e Mea possono ancora essere riconciliate. Sentendosi sicura di sé, Nana trova Mea e la affronta. Mea, fissata sulla sua identità di arma vivente, cerca di tenere lontana Nana attaccandola. Segue una rissa tra loro due, con Mea che spiega a Nana in dettaglio perché non possono stare insieme e Nana che confuta il suo ragionamento, affermando che indipendentemente dalla sua identità, solo i sentimenti contano. Mea, iniziando a capire le parole e i sentimenti di Nana, pone fine alla lotta accettando la richiesta di Nana di essere di nuovo amiche. Poco dopo, grazie all'incoraggiamento di Rito, i sentimenti romantici di Nana per lui crescono a tal punto che, in una notte in cui non riesce a dormire, Nana, ricordando il calore dell'abbraccio di Rito, decide di intrufolarsi nel letto con lui, solo per trovare che Momo, come al solito, è già lì a letto con Rito e Nana, sbagliando la situazione, inizia a picchiarlo.

## Accoglienza

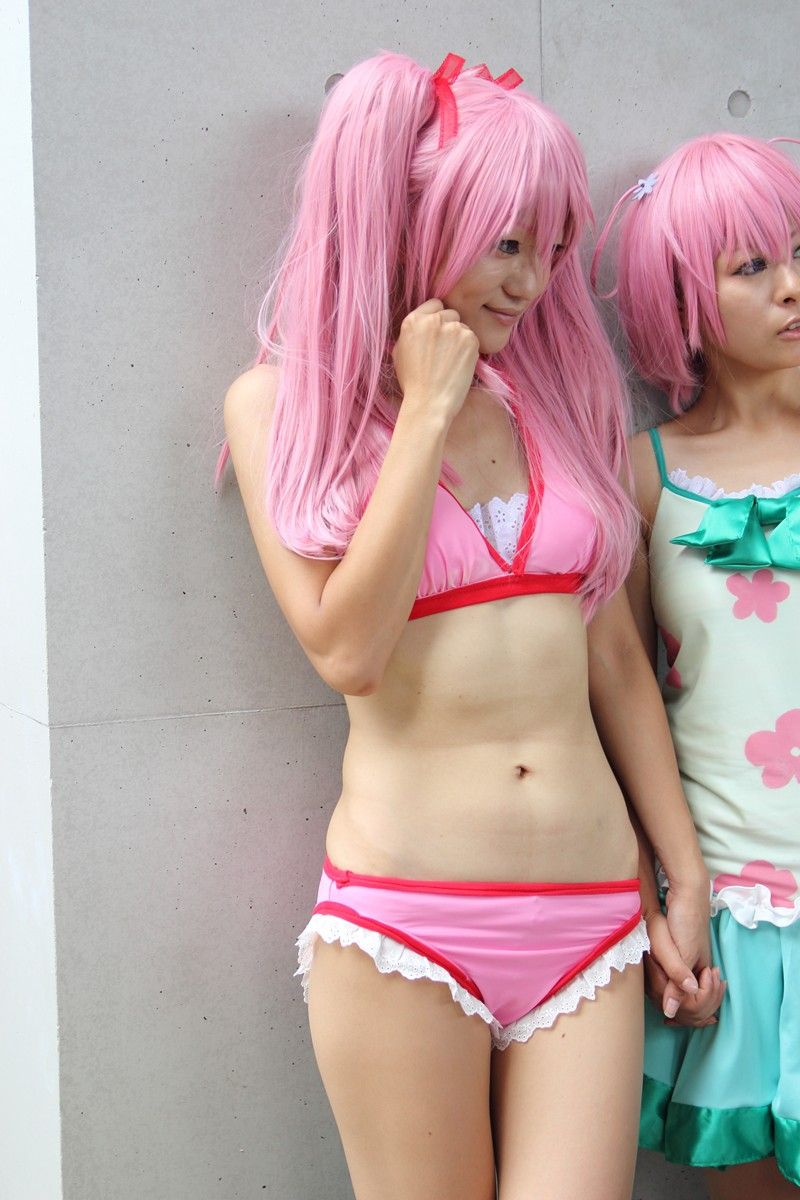
Cosplay di Nana e Momo al Comic Market nel 2012.

### Popolarità
Sin dalla sua introduzione, Nana è diventato un argomento popolare di cosplay, provocando una tendenza in Giappone dove le fan lettrici della serie To Love-Ru tentano di replicare il suo look iconico.
Nel 2015, il numero di giugno della rivista Jump Square di Shueisha includeva i risultati del suo sondaggio di popolarità per le eroine di To Love-Ru Darkness. Nelle varie categorie presentate, Nana si è classificata al 6º posto come "quale personaggio vorresti essere nella tua famiglia (ma non come moglie/fidanzata)?"; 7º posto come "quale personaggio vorresti fosse la tua ragazza (o moglie)?", "quale personaggio vorresti fosse tuo amico?" e "quale personaggio sarebbe il tuo preferito se tutte le eroine fossero in un gruppo di idoli?"; e 9º posto come "con quale personaggio vorresti cambiare corpo per un solo giorno?".
Nell'agosto 2015, Jump Square ha presentato i risultati di un altro sondaggio di popolarità per i personaggi femminili di To Love-Ru Darkness nel numero di ottobre 2014, per il quale Nana si è classificata al 1º posto come "quale personaggio vorresti essere tuo amico?"; 5º posto come "che personaggio vorresti fosse nella tua famiglia?"; e 9º posto come "quale personaggio vorresti essere la tua ragazza (o moglie)?" e "quale personaggio sarebbe il tuo preferito se tutte le eroine fossero in un gruppo di idoli?".

### Risposta critica
In una recensione per Motto To Love-Ru, Theron Martin di Anime News Network (ANN) ha dichiarato: "Nana e Momo spiegano abbastanza di sé stesse nel corso di questa serie che gli spettatori che non hanno visto gli OVA alla fine saranno in grado di mettere insieme chi le gemelle sono e di cosa trattano." Esaminando l'adattamento anime di To Love Ru Darkness, Martin ha notato il ruolo ampliato di Nana nella serie. In una recensione successiva per la seconda stagione di To Love-Ru Darkness, intitolata To Love-Ru Darkness 2nd, Martin si è complimentato per lo sviluppo di Nana nell'anime definendolo "approfondito e soddisfacente", oltre a dire che "gli sforzi di Nana per conquistare Mea come amica [sono] una parte fondamentale della trama".